# Freccia dei Vini
La Freccia dei Vini (en français : Flèche des Vins) est une course cycliste italienne disputée autour de Vigevano, en Lombardie. Créée en 1972, il s'agit de l'un des rendez-vous majeurs de la saison chez les amateurs en Italie,. Elle fait  partie du calendrier national de la Fédération cycliste italienne. 
La Flèche se déroule sur un parcours vallonné plutôt favorable aux grimpeurs. 

## Histoire
La première édition est remportée par Giovanni Battaglin, meilleur grimpeur du Tour de France 1979 et auteur du doublé Vuelta-Giro en 1981. 
En 2005, elle fait partie du calendrier de l'UCI Europe Tour en catégorie 1.2. Elle redescend au niveau amateur italien dès l'année suivante.
Ces dernières années, la Flèche rend également hommage à Luigi Raffele, premier directeur de la course. En 2020, elle est annulée pour la première fois de son histoire en raison du contexte sanitaire lié à la pandémie de Covid-19. Elle ne refait son apparition qu'en 2022, après une interruption de deux ans. 